# Campanula alpina
Campanula alpina es una especie de planta perenne con flores en forma de campana encontradas en los Alpes, Cárpatos y los Balcanes. Comprende dos subespecies subesp. alpina encontrada en el este de los Alpes y Cárpatos y  subsp. orbelica encontrado en los Balcanes.

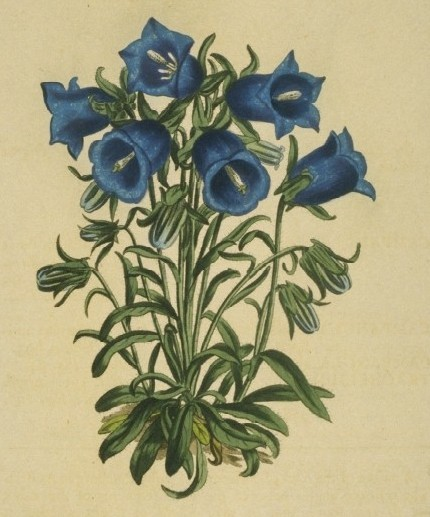
Ilustración

## Descripción
Es una planta herbácea peluda que alcanza un tamaño de entre 5 y 15 (25) centímetros de altura. Los apéndices de los lóbulos del cáliz son muy pequeños, alrededor de 0,5 a 1 mm de largo. Los sépalos son generalmente lineales significativamente más largos que la media corona. La inflorescencia en forma de racimo se compone, por lo general, de seis a veinte flores y comienza generalmente justo por encima del suelo. Los tallos de las flores son largos. La corona de los cinco  pétalos fusionados es en forma de campana, de color azul claro y de unos 10 a 20 mm de largo. Florece de julio a agosto.

## Taxonomía
Campanula americana fue descrita por Nikolaus Joseph von Jacquin y publicado en Enumeratio Stirpium Pleraumque, quae sponte crescung in agro Vindobonensi 36; 210.
Etimología
Campanula: nombre genérico diminutivo del término latíno campana, que significa "pequeña campana", aludiendo a la forma de las flores.
alpina: epíteto latino que significa "de los Alpes, de las montañas".
Sinonimia
- Campanula alpina subsp. orbelica (Panc.) Urum.
- Campanula orbelica Pancic
- Marianthemum alpinum (Jacq.) Schur, Verh. Mitth. Siebenbürg. Vereins Naturwiss. Hermannstadt 4: 48 (1853).
- Campanula macrorhiza var. polycaulis Vuk., Linnaea 26: 330 (1854), nom. superfl.[4][5]

subsp. alpina
- Campanula ciblesii Prodán
- Campanula haynaldii Szontágh[6]